# Roztokahütte
Die Roztokahütte (polnisch Schronisko PTTK w Dolinie Roztoki) liegt auf einer Höhe von 1031 m n.p.m. in Polen in der Hohen Tatra im Tal Dolina Białki auf der Alm Stara Roztoka in der Nähe des Tals Dolina Roztoki. Entgegen ihrem Namen liegt sie also nicht im Tal Dolina Roztoki. Das Gebiet gehört zur Gemeinde Bukowina Tatrzańska, die Berghütte hat aber eine Adresse von Zakopane. Im Herbst suchen Hirsche die Alm vor der Hütte zur Brunft auf.

## Geschichte
Die erste Hütte wurde 1876 errichtet. Die derzeitige Hütte wurde 1913 vollendet und nach Wincenty Pol benannt. Seit 1954 liegt die Hütte im Tatra-Nationalpark. Zu Beginn des Zweiten Weltkriegs diente sie polnischen Widerstandskämpfern als Herberge und Lager auf dem Schmuggelpfad in die Slowakei und weiter nach Ungarn. Sie steht im Eigentum des PTTK.

## Zugänge
Die Hütte ist u. a. zu erreichen:

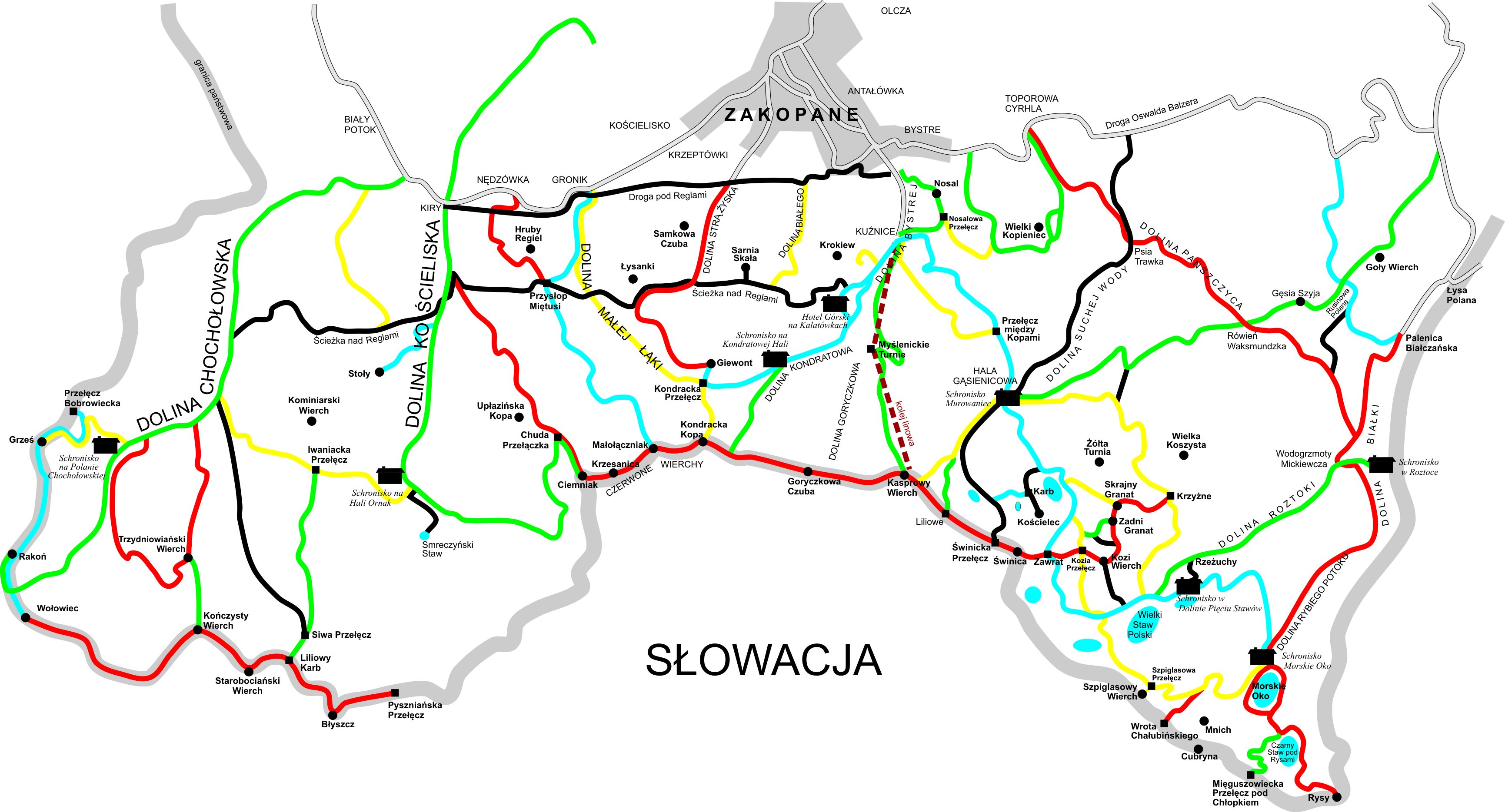
Wanderwege in der polnischen Tatra, die Berghütte ist ganz im Osten zu sehen

- ▬ von den Parkplätzen auf den Almen Łysa Polana und Palenica Białczańska über einen rot markierten Wanderweg
- ▬ vom Bergsee Meerauge über Toporowa Cyrhla, Psia Trawka und Rówień Waksmundzka über einen rot markierten Wanderweg
- ▬ von den Tälern Dolina Roztoki und Dolina Pięciu Stawów Polskich über einen grün markierten Wanderweg, der unweit des Wasserfalls Wodogrzmoty Mickiewicza beginnt

## Übergänge

Lage der Berghütten im Tatra-Nationalpark

- ▬ Zur Murowaniec-Hütte (1500 m) über den grün markierten Wanderweg im Tal Dolina Roztoki und weiter über den blau markierten Wanderweg im Tal Dolina Pięciu Stawów Polskich sowie über den gelb markierten Wanderweg über den Bergpass Krzyżne hinab in das Tal Dolina Suchej Wody
- ▬ Zur Fünf-Polnische-Seen-Hütte (1671 m) über den grün markierten Wanderweg im Tal Dolina Roztoki
- ▬ Zur Meeraughütte (1410 m) über den rot markierten Wanderweg im Tal Dolina Rybiego Potoku

## Touren

### Gipfelbesteigungen

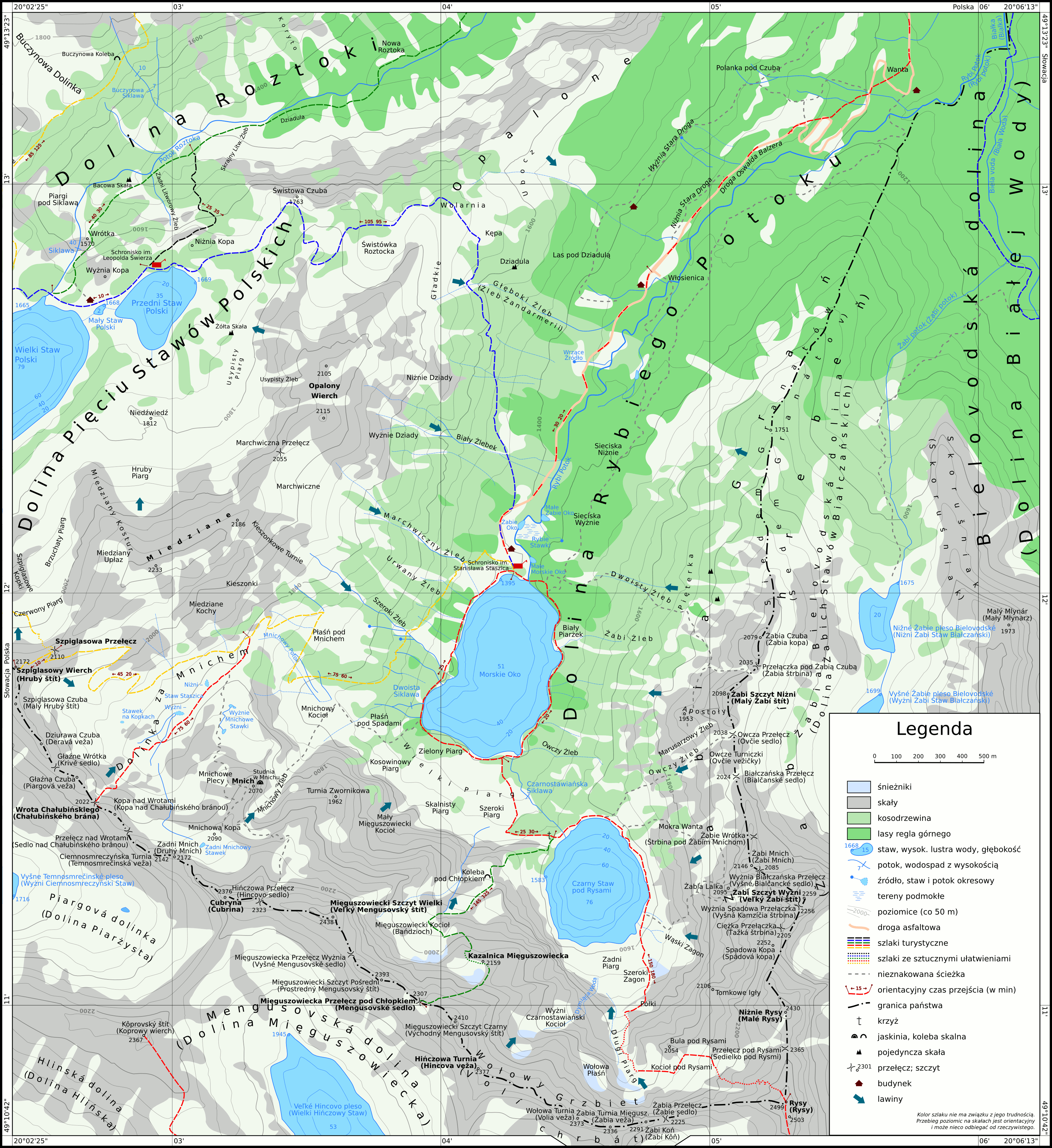
Umgebungskarte des Tals Dolina Rybiego Potoku

Gipfel in der näheren Umgebung der Hütte sind:
- Rysy (2499 m)
- Niżnie Rysy (2430 m)
- Gipfel des Klettersteigs Orla Perć (2301 m)
- Żabi Szczyt Wyżni (2259 m)
- Spadowa Kopa (2251 m)
- Miedziane (2233 m)
- Wielka Koszysta (2193 m)
- Waksmundzki Wierch (2186 m)
- Wielka Buczynowa Turnia (2184 m)
- Wielki Wołoszyn (2155 m)
- Żabi Mnich (2146 m)
- Mały Wołoszyn (2144 m)
- Pośredni Wołoszyn (2117 m)
- Żabi Szczyt Niżni (2098 m)
- Skrajny Wołoszyn (2092 m)
- Żabia Czuba (2079 m)
- Marusarzowa Turnia (2075 m)
- Bula pod Rysami (2054 m)
- Owcze Turniczki (2040 m)
- Wierch nad Zagonnym Żlebem (2039 m)
- Opalony Wierch (2015 m)
- Mała Koszysta (2014 m)
- Siedem Granatów (1915 m)
- Turnia nad Dziadem (1901 m)
- Niedźwiedź (1812 m)
- Świstowa Czuba (1763 m)
- Turnia nad Szczotami (1741 m)
- Czuba nad Uboczą (1630 m)
- Roztocka Turniczka (1536 m)
- Gęsia Szyja (1489 m)
- Suchy Wierch Waksmundzki (1485 m)
- Ostry Wierch Waksmundzki (1475 m)
- Łężny Wierch (1246 m)
- Filipczański Wierch (1223 m)

### Wasserfälle
- Wodogrzmoty Mickiewicza (10 m)
- Siklawa (80 m)